# Postrzygalnia Krakowska

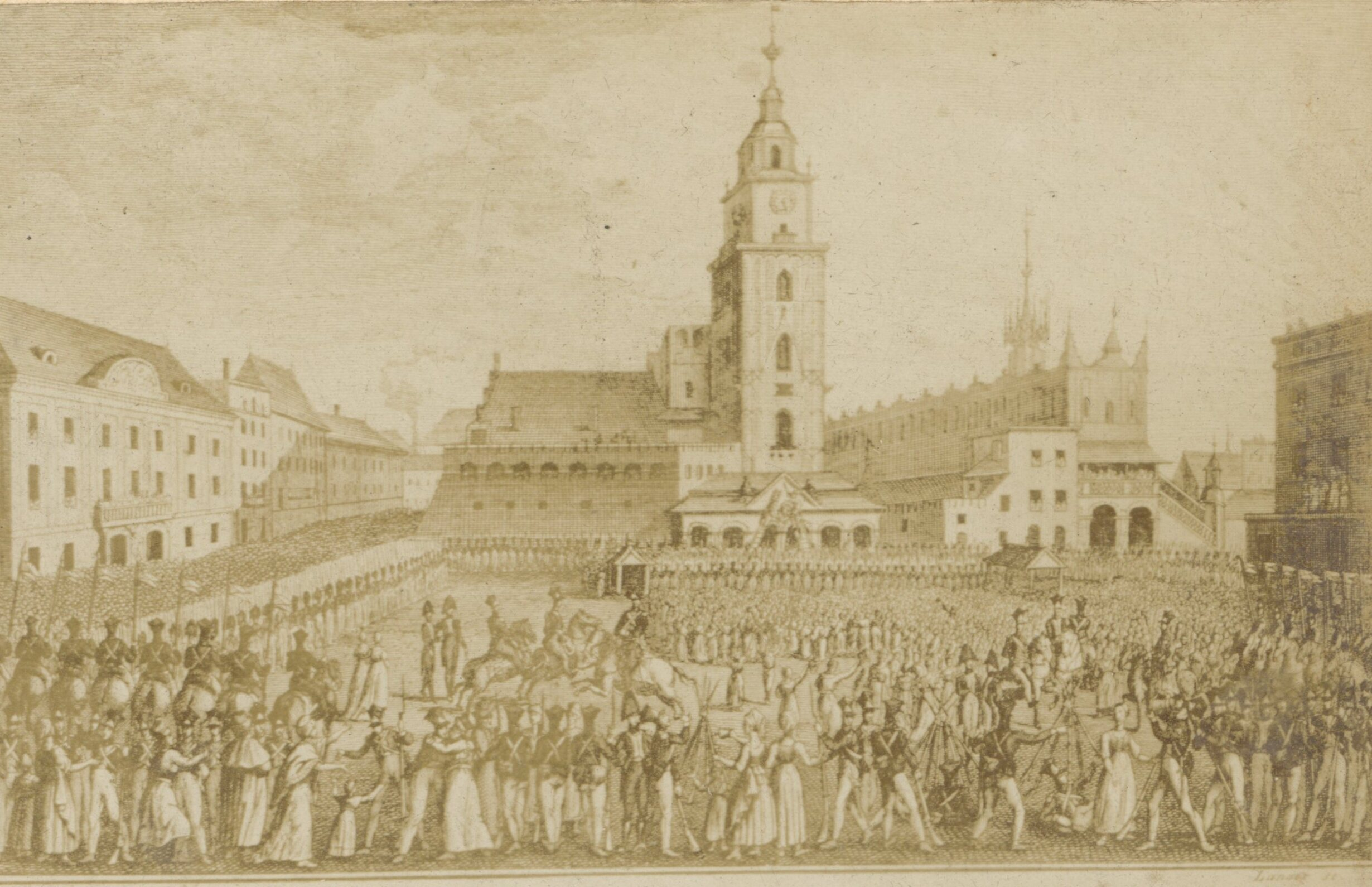
Postrzygalnia przylegająca z lewej strony do Sukiennic (widok od południa)

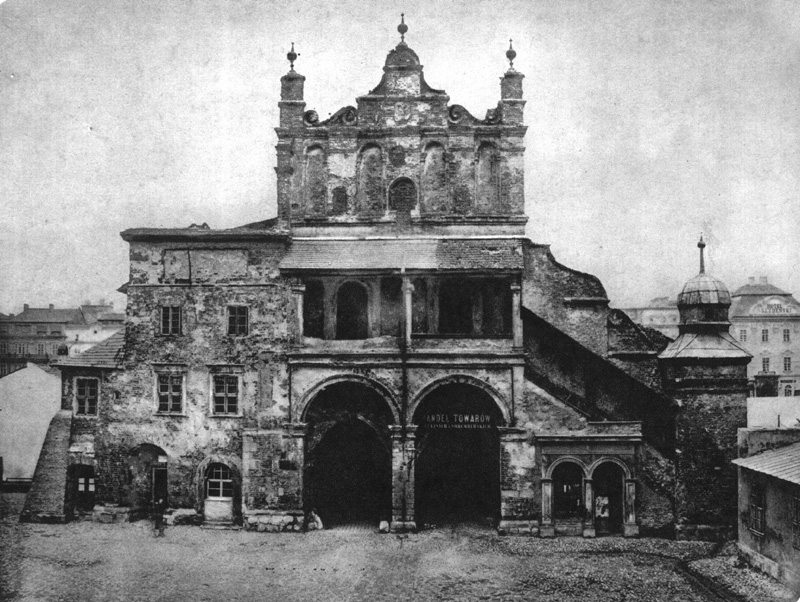
Postrzygalnia przylegająca z lewej strony do Sukiennic (widok od ul. Brackiej ok. 1870)

Postrzygalnia – średniowieczne pomieszczenia urzędu pomiaru sukna zlokalizowane na rynku krakowskim w południowo-zachodnim narożniku Sukiennic od strony ul. Brackiej służące jako postrzygalnia. W 1873 przy okazji gruntownej przebudowy Sukiennic wcielona do ich gmachu.
Druga krakowska postrzygalnia zwana "Syndykówką" zlokalizowana była w północno-zachodnim narożniku Sukiennic od ul. św. Jana.